# Cristo di nuovo in croce
Cristo di nuovo in croce (reintitolato La seconda crocifissione di Cristo nell'edizione Castelvecchi del 2011) è un romanzo del 1950 di Nikos Kazantzakis.

## Trama
La storia è ambientata ai tempi della Guerra greco-turca (1919-1922). A Likovrissi, un villaggio della Grecia orientale, c'è l'usanza di mettere in scena ogni sette anni una rappresentazione della Passione di Cristo durante la Settimana Santa. Nei giorni che precedono il Natale, il pope Grigoris e gli altri cittadini scelgono chi interpreterà i vari ruoli: Gesù sarà interpretato dal pastore Manolis; Michelis, figlio del patriarca del posto Archon, sarà San Giovanni; il violento Panayotaro avrà il ruolo di Giuda Iscariota, e infine a vestire i panni di Maria Maddalena sarà Katerina, una giovane vedova che si prostituisce per sopravvivere. Da quel momento, le vite degli interpreti si intrecceranno indissolubilmente a quella dei personaggi a cui prestano il volto.
Poco dopo la cerimonia, nel villaggio arrivano dei profughi provenienti da una città vicina, guidati dal pope Fotis, che hanno dovuto lasciare le proprie abitazioni a causa dell'avanzata dei turchi; costoro chiedono ospitalità e aiuto, ma Grigoris li scaccia malamente, insinuando che siano affetti da colera. I profughi si rifugiano allora nelle grotte del monte Sarakina, nei pressi del villaggio; Manolis, Michelis e Katerina saranno i soli ad aiutarli, e più tardi convinceranno anche Yannakos e Konstandis (interpreti a loro volta di san Pietro e dell'apostolo Giacomo) a unirsi a loro.
La presenza dei profughi causa grande scompiglio nel villaggio, e i cittadini cominciano a vedere di cattivo occhio i compaesani che li aiutano; Grigoris teme inoltre che Fotis, più saggio e carismatico, prenda il suo posto come pope. Si rivolge così all'agha, il governatore turco del distretto: questi, dedito esclusivamente al lusso e alle perversioni, in un primo momento non prende alcun provvedimento. Nel frattempo Manolis, affascinato dagli insegnamenti di Fotis, decide di seguire le orme del Cristo: lascia la sua promessa sposa e abbraccia una vita di sacrifici e ascesi, cominciando a predicare la compassione e l'amore verso il prossimo. Un giorno difende pubblicamente i profughi e rimprovera agli abitanti del villaggio di aver voltato loro le spalle; Michelis decide allora di seguirlo, cosa che fa infuriare Archon: tra i due scoppia una lite in seguito alla quale il figlio uccide il padre, per poi devolvere tutte le sue ricchezze ai profughi prima di raggiungere Manolis.
Vengono uccisi dapprima il favorito e poi il fratello dell'agha: Grigoris gli indica i colpevoli, che vengono giustiziati, e dichiara che il responsabile morale di quegli omicidi è Manolis, le cui predicazioni sottintendono a una ribellione nei confronti dei turchi. L'agha a quel punto dà pieni poteri a Grigoris perché amministri la giustizia come meglio crede. Michelis viene dichiarato pazzo, mentre Panayotaro, innamorato di Katerina ma non ricambiato, la tradisce facendola massacrare. Grigoris, infine, condannerà pubblicamente Manolis, il quale verrà barbaramente ucciso dai cittadini infuriati nella chiesa del paese: è lo stesso Grigoris a dare l'ordine di ucciderlo, e la prima pugnalata sarà vibrata da Panayotaro.
Gli unici ad avere pietà di Manolis sono i profughi, che si raccolgono in preghiera attorno al suo cadavere straziato; nel sentire le campane della mattina di Natale, Fotis riflette amaramente che dopo duemila anni non è cambiato nulla: ogni volta che Cristo ritorna, viene nuovamente crocefisso; il pope si chiede dunque se mai verrà il momento in cui Cristo non sarà più ucciso e l'umanità sarà redenta.

## Edizioni
La prima edizione in italiano è stata pubblicata da Arnoldo Mondadori Editore nel 1955, con il titolo Cristo di nuovo in croce e la traduzione dal neogreco di Mario Vitti; una nuova edizione è stata curata nel 2011 da Castelvecchi, col titolo La seconda crocifissione di Cristo.

## Adattamenti

### Operistici
Il romanzo è la fonte letteraria dietro al libretto dell'opera in 4 atti del 1961 scritto da Bohuslav Martinů, La passione greca.

### Cinematografici
Il romanzo ha avuto un adattamento cinematografico nel 1957, intitolato Colui che deve morire; tra gli interpreti, Melina Merkouri e Jean Servais.